# Le Beurre et l'Argent du beurre
Pour plus de détails, voir Fiche technique et Distribution.
Le Beurre et l'Argent du beurre est un documentaire franco-burkinabé réalisé par Alidou Badini et Philippe Baqué, sorti en 2007.

## Synopsis
Le commerce équitable est aujourd’hui en vogue. Il prétend aider les populations les plus déshéritées de la planète à émerger grâce à une répartition plus juste des revenus. Le beurre de karité, produit par les femmes les plus pauvres du Burkina Faso, est de plus en plus apprécié en Europe où il est utilisé dans les produits cosmétiques ou comme substitut du cacao. Différentes expériences de commerce équitable prétendent les aider, mais, à qui profite vraiment l’argent du beurre ?

## Fiche technique
- Genre : Documentaire
- Langue : Français
- Réalisation : Alidou Badini & Philippe Baqué[2]
- Production : Sahelis, La SMAC
- Producteur : Sékou Traoré, Jean-François Hautin
- Scénario : Philippe Baqué[3].
- Image : Alidou Badini
- Son : Isidore Lalle Sam
- Montage : Jean-François Hautin
- Diffuseur : Télessonne[4]

## Sélections et distinctions
- Film fut soutenu par la Commission nationale de sélection des médiathèques a Paris en 2007[4].